# María Esperanza de Aragón
María Esperanza de Aragón y Larrea (Bilbao, 1476 - Burgos, 1548), también conocida como La Excelenta, fue una abadesa y figura histórica del siglo XV y principios del XVI, hija extramatrimonial del rey Fernando el Católico y la noble bilbaína Toda de Larrea.
María de Aragón fue criada en secreto por su madre, Toda de Larrea, para protegerla de la atención pública y preservar la reputación del rey Fernando. Sin embargo, su vida cambió drásticamente cuando la reina Isabel descubrió la existencia de María a través de una copla cantada por Toda en una plaza pública, que aludía a su romance con el rey. Como resultado, madre e hija fueron secuestradas y llevadas al monasterio de Madrigal.
María de Aragón se convirtió en monja de la Orden de San Agustín en dicho monasterio, y con el tiempo, alcanzó el cargo de abadesa. A pesar de haber sido criada en secreto, tras la muerte de la reina Isabel, el rey Fernando reconoció a María y estableció contacto con ella. El monarca buscó el reconocimiento de sus hijas María de Aragón y su homónima, hija de una relación con otra mujer, a través del embajador de Roma y el papa.
Más tarde, el emperador Carlos V, sobrino de María de Aragón, la envió al monasterio de las Huelgas en Burgos con el propósito de imponer disciplina en la comunidad religiosa. María mantuvo una relación cercana con su sobrino, quien la estimaba y se preocupaba por su bienestar. Carlos V se comunicaba con regularidad con María y su hermana homónima, pidiéndoles que rezaran por él y asegurándose de que recibieran el dinero que Fernando les había asignado.